# Mauri Vansevenant
Mauri Vansevenant   (Oostende, 1 de juny de 1999) és un ciclista belga, professional des del 2020. Actualment corre a l'equip Soudal Quick-Step.
És fill de Wim Vansevenant, ciclista professional entre 1995 i 2008. El seu nom és en referència al català Melcior Mauri, el guanyador de la Volta a Espanya de 1991. Amb 14 anys va decidir seguir els passos del seu pare, tot i que inicialment es va especialitzar en ciclocròs.
El juny de 2020 va fitxar pel Deceuninck-Quick Step, després d'haver guanyat diverses curses de categoria júnior i sub-23, com el Giro de la Vall d'Aosta o el Tour du Piémont pyrénéen i haver destacat al Tour de l'Avenir del 2019. Debutà com a professional a la Fletxa Valona, on formà part de l'escapada del dia i sols una caiguda a manca de 3,5 quilòmetres va fer que fos neutralitzat.
El 2021 arribà la seva primera gran victòria com a professional en imposar-se al Gran Premi de la Indústria i l'Artesanat de Larciano.

## Palmarès
- 2017
  - Vencedor d'una etapa a l'Étoile de Sud-Limbourg
- 2019
  - 1r al Tour du Piémont pyrénéen i vencedor d'una etapa
  - 1r  al Giro de la Vall d'Aosta
- 2021
  - 1r al Gran Premi de la Indústria i l'Artesanat de Larciano
- 2023
  - Vencedor d'una etapa del Tour d'Oman
- 2024
  - Vencedor d'una etapa a la Volta a Luxemburg

### Resultats al Giro d'Itàlia
- 2022: 30è de la classificació general

### Resultats a la Volta a Espanya
- 2021: 101è de la classificació general